# Mary Carmen Bernal Martínez
Mary Carmen Bernal Martínez (Zitácuaro, Michoacán; 24 de agosto de 1984) es una política mexicana, miembro del Partido del Trabajo. Es Diputada Federal electa por el Distrito Electoral Federal 3 de Michoacán para el periodo de 2021-2024.

## Reseña biográfica
Mary Carmen Bernal Martínez es licenciada en Derecho egresada de la Universidad Michoacana de San Nicolás de Hidalgo, ejerció como docente de preescolar como parte del Consejo Nacional de Fomento Educativo (CONAFE) y en preparatorias populares.
Inició su militancia en el PT en 2007 y laboró en el Departamento Jurídico del mismo partido hasta 2009. De 2012 a 2015 fue regidora del ayuntamiento de Zitácuaro y de 2015 a 2018 fue diputada a la LXXIII Legislatura del Congreso del Estado de Michoacán en representación del distrito 13 local, y en la que fue coordinadora de los diputados del PT.
Al término de dicho cargo, en 2018, fue electa Diputada Federal postulada por la coalición Juntos Haremos Historia por el Distrito Electoral Federal 03 de Michoacán a la LXIV Legislatura que concluyó en 2021 presidiendo la comisión de Seguridad Social; Secretaria de la comisión de Derechos Humanos; y siendo integrante de la comisión de Medio Ambiente, Sustentabilidad, Cambio Climático y Recursos Naturales. Al término de dicho cargo, en 2021, fue reelecta Diputada Federal postulada por la Coalición Juntos Hacemos Historia por el Distrito Electoral Federal 03 de Michoacán a la LXV Legislatura del Congreso de la Unión de México que concluirá el 31 de agosto de 2024. En la Cámara de Diputados forma parte del Grupo Parlamentario del Partido del Trabajo y es secretaria de la comisión de Justicia; e integrante de las comisiones de Seguridad Ciudadana; y Puntos Constitucionales.